# Saně na Zimních olympijských hrách 2018
Závody na saních na Zimních olympijských hrách 2018 proběhly od 10. do 15. února 2018 na dráze sáňkařského centra Alpensia Sliding Centre.

## Program
Program podle oficiálních stránek.
| Den   | Datum          | Zahájení (UTC+9) | Zahájení (SEČ) | Závod                           |
| ----- | -------------- | ---------------- | -------------- | ------------------------------- |
| den 2 | 10. února 2018 | 19:10            | 11:10          | jednotlivci muži, jízdy 1 a 2   |
| den 3 | 11. února 2018 | 18:50            | 10:50          | jednotlivci muži, jízdy 3 a 4   |
| den 4 | 12. února 2018 | 19:50            | 11:50          | jednotlivkyně ženy, jízdy 1 a 2 |
| den 5 | 13. února 2018 | 19:30            | 11:30          | jednotlivkyně ženy, jízdy 3 a 4 |
| den 6 | 14. února 2018 | 20:20            | 12:20          | dvojice muži, jízdy 1 a 2       |
| den 7 | 15. února 2018 | 21:30            | 13:30          | týmová štafeta                  |

## Přehled medailí
| Pořadí         | Země                         | Zlato | Stříbro | Bronz | Celkově |
| -------------- | ---------------------------- | ----- | ------- | ----- | ------- |
| 1.             | Německo (GER)                | 3     | 1       | 2     | 6       |
| 2.             | Rakousko (AUT)               | 1     | 1       | 1     | 3       |
| 3.             | Kanada (CAN)                 | 0     | 1       | 1     | 2       |
| 4.             | Spojené státy americké (USA) | 0     | 1       | 0     | 1       |
| Medailové sady | Medailové sady               | 4     | 4       | 4     | 12      |

## Medailisté

### Muži
| Disciplína  | Zlato                                      | Výkon    | Stříbro                                      | Výkon    | Bronz                                         | Výkon    |
| ----------- | ------------------------------------------ | -------- | -------------------------------------------- | -------- | --------------------------------------------- | -------- |
| Jednotlivci | David Gleirscher · Rakousko (AUT)          | 3:10.702 | Chris Mazdzer · Spojené státy americké (USA) | 3:10.728 | Johannes Ludwig · Německo (GER)               | 3:10.932 |
| Dvojice     | Tobias Wendl a Tobias Arlt · Německo (GER) | 1:31.697 | Peter Penz a Georg Fischler · Rakousko (AUT) | 1:31.785 | Toni Eggert a Sascha Benecken · Německo (GER) | 1:31.987 |

### Ženy
| Disciplína    | Zlato                                   | Výkon    | Stříbro                             | Výkon    | Bronz                        | Výkon    |
| ------------- | --------------------------------------- | -------- | ----------------------------------- | -------- | ---------------------------- | -------- |
| Jednotlivkyně | Natalie Geisenbergerová · Německo (GER) | 3:05.232 | Dajana Eitbergerová · Německo (GER) | 3:05.599 | Alex Goughová · Kanada (CAN) | 3:05.644 |

### Týmová štafeta
| Disciplína     | Zlato                                                                                  | Výkon    | Stříbro                                                                     | Výkon    | Bronz                                                                               | Výkon    |
| -------------- | -------------------------------------------------------------------------------------- | -------- | --------------------------------------------------------------------------- | -------- | ----------------------------------------------------------------------------------- | -------- |
| Týmová štafeta | Německo (GER) · Natalie Geisenbergerová · Johannes Ludwig · Tobias Wendl · Tobias Arlt | 2:24.517 | Kanada (CAN) · Alex Goughová · Samuel Edney · Tristan Walker · Justin Snith | 2:24.872 | Rakousko (AUT) · Madeleine Egleová · David Gleirscher · Peter Penz · Georg Fischler | 2:24.988 |